# Marstrilogie

Das Aussehen der Marsflagge leitet sich von der Marstrilogie ab.

Kim Stanley Robinsons Marstrilogie ist eine Serie von drei preisgekrönten Science-Fiction-Romanen, die von der menschlichen Kolonisation des Mars handeln. Die Buchtitel sind an die Farbe des Planeten im Zeitraum seiner Geschichte angelehnt. Es beginnt beim ursprünglichen roten Mars, über den von Pflanzen besiedelten grünen Mars hin zum blauen Mars, dessen Wasser sich nun im flüssigen Zustand befindet.

## Inhalt
Die Erzählung beginnt im Jahre 2026 mit der Reise eines Schiffes mit 100 Mars-Kolonisten (first hundred), die im Jahre 2027 die ersten dauerhaften Siedlungen auf dem Mars errichten. Die Kapitel werden jeweils aus der Perspektive wechselnder Mitglieder der Gruppe der first hundred erzählt. Robinson versteht es, die je eingeschränkte Perspektive und das soziale Empfinden der verschiedenen Protagonisten überzeugend zu modellieren. Vor allem aber handelt es sich bei der Marstrilogie um Hard Science-Fiction: Die technischen Möglichkeiten einer Marskolonisation werden realistisch und detailliert entwickelt, mit langen Abhandlungen zu Raumfahrt, Geologie, Architektur, Medizin, Terraforming et cetera. Auch die Auswirkungen eines solchen Unternehmens auf Psychologie, Soziologie, Politik und sogar Religion werden beschrieben, von den Problemen menschlichen Zusammenlebens auf engem Raum bis zu verschiedensten Vorstellungen von einer gerechten Weltordnung.
Am Beginn der einzelnen Großkapitel sind zeitlich oder räumlich unabhängige Episoden eingeschoben, die zum besseren Verständnis der Geschichte und des persönlichen Hintergrunds wichtiger Personen beitragen.

## Interpretation

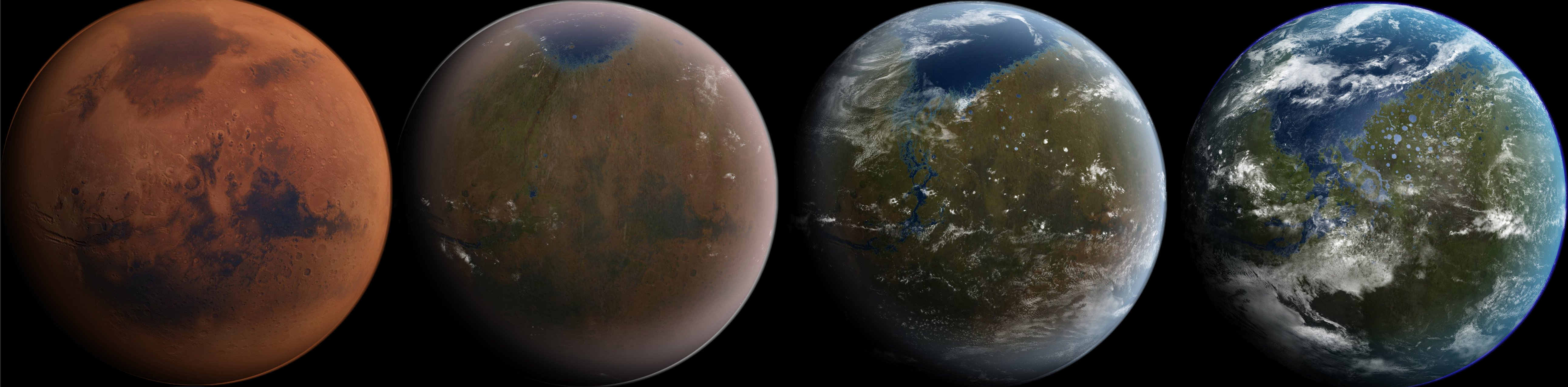
Terraforming des Planeten Mars in vier Stufen

Liegt der Schwerpunkt des ersten Bandes auf den technischen Aspekten, verschiebt er sich mit dem zweiten Band auf den politischen und sozialen Bereich. Die Folge der titelgebenden Farben bezieht sich vordergründig auf den Wandel des Mars durch Terraforming. Allerdings lässt sich auch eine inhaltliche Analogie finden: Roter Mars stellt technische Großprojekte und „revolutionäre“ Aufbruchstimmung in den Vordergrund, nicht unähnlich der frühen Sowjetunion. Unterstützt wird diese Deutung durch eine russische Parität an der ersten Gruppe der Kolonisten sowie durch häufige Vergleiche mit Sibirien. Das zweite Buch, Grüner Mars, hat den Kampf ökologisch orientierter Gruppen gegen eine Ausbeutung des Mars zum Schwerpunkt, während Blauer Mars sich mit den sozialen Problemen einer überalterten Aristokratie (deren Farbe traditionell blau ist) der first hundred auseinandersetzt.

## Rezeption
Das erste Buch der Reihe gewann 1994 den Nebula Award, Teil zwei wurde dafür nominiert. Außerdem wurden Teil zwei und Teil drei mit dem Hugo- und dem Locus-Award ausgezeichnet.

## Ausgaben
- Roter Mars (Red Mars, 1993), Heyne, München 1997, ISBN 978-3-453-09428-4. 796 Seiten
- Grüner Mars (Green Mars, 1994), Heyne, München 1997, ISBN 978-3-453-09429-1. 908 Seiten
- Blauer Mars (Blue Mars, 1996), Heyne, München 1999, ISBN 978-3-453-09437-6. 1068 Seiten
- Die Marsianer (The Martians, 1999), Heyne, München 2002, ISBN 978-3-453-21355-5. 558 Seiten (Dieses Buch ist eine Sammlung von Kurzgeschichten, die zusätzliche Informationen über die in der Trilogie vorkommenden Personen und Themen liefern.)